# Högan
Högan med Koören och Alören är en ö i Åland (Finland). Den ligger i Skärgårdshavet och i kommunen Vårdö i landskapet Åland, i den sydvästra delen av landet. Ön ligger omkring 37 kilometer nordöst om Mariehamn och omkring 250 kilometer väster om Helsingfors.
Öns area är 15,3 hektar och dess största längd är 0,7 kilometer i nord-sydlig riktning. Ön höjer sig omkring 10 meter över havsytan.

## Delöar och uddar
- Högan 60°17′06″N 20°29′38″Ö / 60.28501°N 20.4939°Ö
- Koören 60°16′59″N 20°29′49″Ö / 60.28312°N 20.49685°Ö
- Alören 60°16′51″N 20°29′38″Ö / 60.28079°N 20.49376°Ö